# Kralovice (Nebahovy)
Kralovice jsou malá vesnice a část obce Nebahovy v okrese Prachatice v Jihočeském kraji. Nachází se asi 2,5 kilometru východně od Nebahov. Kralovice jsou také název katastrálního území o rozloze 3,52 km².

## Historie
První písemná zmínka o vesnici pochází z roku 1334.

## Přírodní poměry
Vesnice leží v Šumavském podhůří. Západní částí jejího katastrálního území protéká Zlatý potok, jehož údolní niva je chráněna v přírodní památce Zlatý potok v Pošumaví. Na údolním svahu západně a jihozápadně od vesnice leží přírodní rezervace Kralovické louky.

## Obyvatelstvo
| Rok            | 1869 | 1880 | 1890 | 1900 | 1910 | 1921 | 1930 | 1950 | 1961 | 1970 | 1980 | 1991 | 2001 | 2011 | 2021 |
| -------------- | ---- | ---- | ---- | ---- | ---- | ---- | ---- | ---- | ---- | ---- | ---- | ---- | ---- | ---- | ---- |
| Počet obyvatel | 177  | 167  | 164  | 140  | 154  | 115  | 109  | 71   | 99   | 84   | 62   | 39   | 47   | 52   | 50   |
| Počet domů     | 30   | 31   | 31   | 27   | 26   | 26   | 24   | 23   | 21   | 18   | 17   | 20   | 25   | 31   | 33   |

## Obecní správa
Při sčítání lidu v letech 1850–1879 Kralovice byly osadou obce Nebahovy v okrese Prachatice. V letech 1880–1949 byly osadou obce Jelemek v okrese Prachatice. V letech 1950–1971 byly 
samostatnou obcí v okrese Prachatice. Od 26. listopadu 1971 jsou opět částí obce Nebahovy v okrese Prachatice, kdy se konaly obecní volby.

## Pamětihodnosti
- Památkově chráněný Forkův vodní mlýn na Zlatém potoce (čp. 19)